# Palais des Beaux-Arts (Bruxelles)
Pour les articles homonymes, voir Palais des beaux-arts.
« Bozar » redirige ici.  Pour l'astéroïde, voir (12270) Bozar. Pour le restaurant, voir Bozar (restaurant).
« Bozar » redirige ici. Pour l’article homophone, voir Beaux-arts.
Le Palais des Beaux-Arts (en néerlandais : Paleis voor Schone Kunsten), aussi connu sous la marque BOZAR, est l'une des trois institutions culturelles fédérales de Belgique (avec la Monnaie et l'Orchestre national de Belgique). Cet espace pluridisciplinaire bruxellois est conçu pour rassembler un large éventail d’événements artistiques, qu’il s’agisse de musique, d’arts plastiques, de théâtre, de danse, de littérature, de cinéma ou d’architecture.
Le bâtiment abritant l'institution a été conçu par Victor Horta à l'initiative du banquier et mécène Henry Le Bœuf. Construit entre 1922 et 1929 dans le style Art déco, il comprend des salles d'exposition et de conférence, un cinéma et une salle de concert.

## La création du Palais

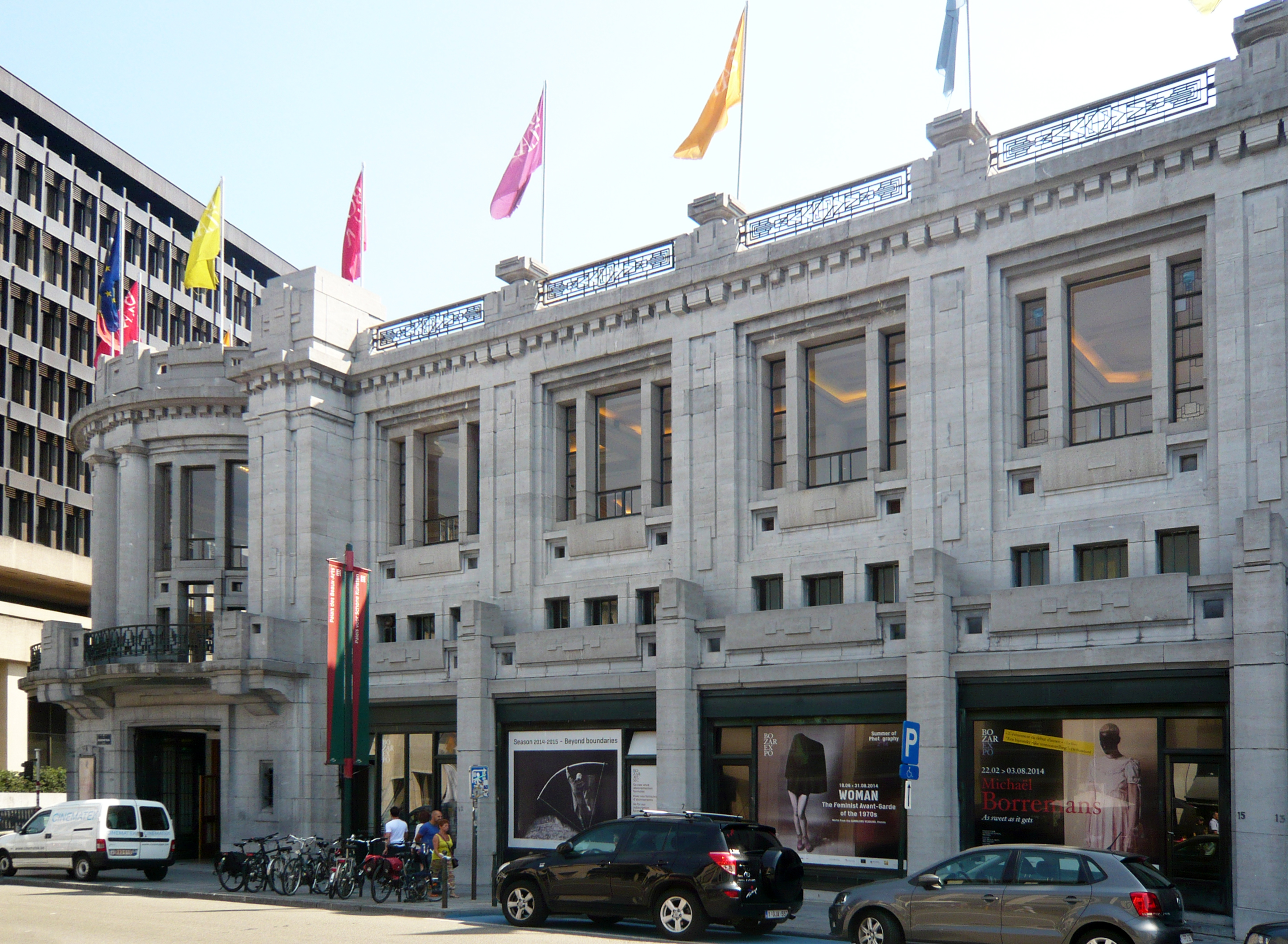
Le Palais des beaux-arts vu depuis la rue Ravenstein.

L’idée d'un Palais des beaux-arts à Bruxelles anticipait, dès le XIXe siècle, sur un concept qui fera florès au XXe siècle : l'intention était de rassembler de multiples disciplines d’expression artistique dans un même lieu. Un premier palais des beaux-arts, conçu par Alphonse Balat, est inauguré en 1880 rue de la Régence. Tenant à la fois du palais et du temple, il est prévu pour accueillir concerts et expositions. Sept ans plus tard, la nécessité urgente de trouver un lieu pour y transférer les collections d’art ancien aura raison de ses premières fonctions. Le bâtiment abrite toujours aujourd’hui le musée d’Art ancien.
Durant les décennies suivantes, malgré le manque de salles de concert et les demandes du roi Albert Ier et de la reine Élisabeth, aucun projet de construction d’un nouveau palais n’aboutit. Ce n’est qu’au lendemain de la Première Guerre mondiale qu’un premier projet d’Horta est présenté au gouvernement, qui le refuse en raison des audaces de l’architecte et de problèmes budgétaires. C’est alors que, à l’initiative d’Adolphe Max, bourgmestre de la ville de Bruxelles et d'Henry Le Bœuf, financier et musicien, est créée une société privée « Palais des beaux-arts », laquelle se charge de la gestion du projet, la ville fournissant le terrain et l’État garantissant les emprunts nécessaires,.

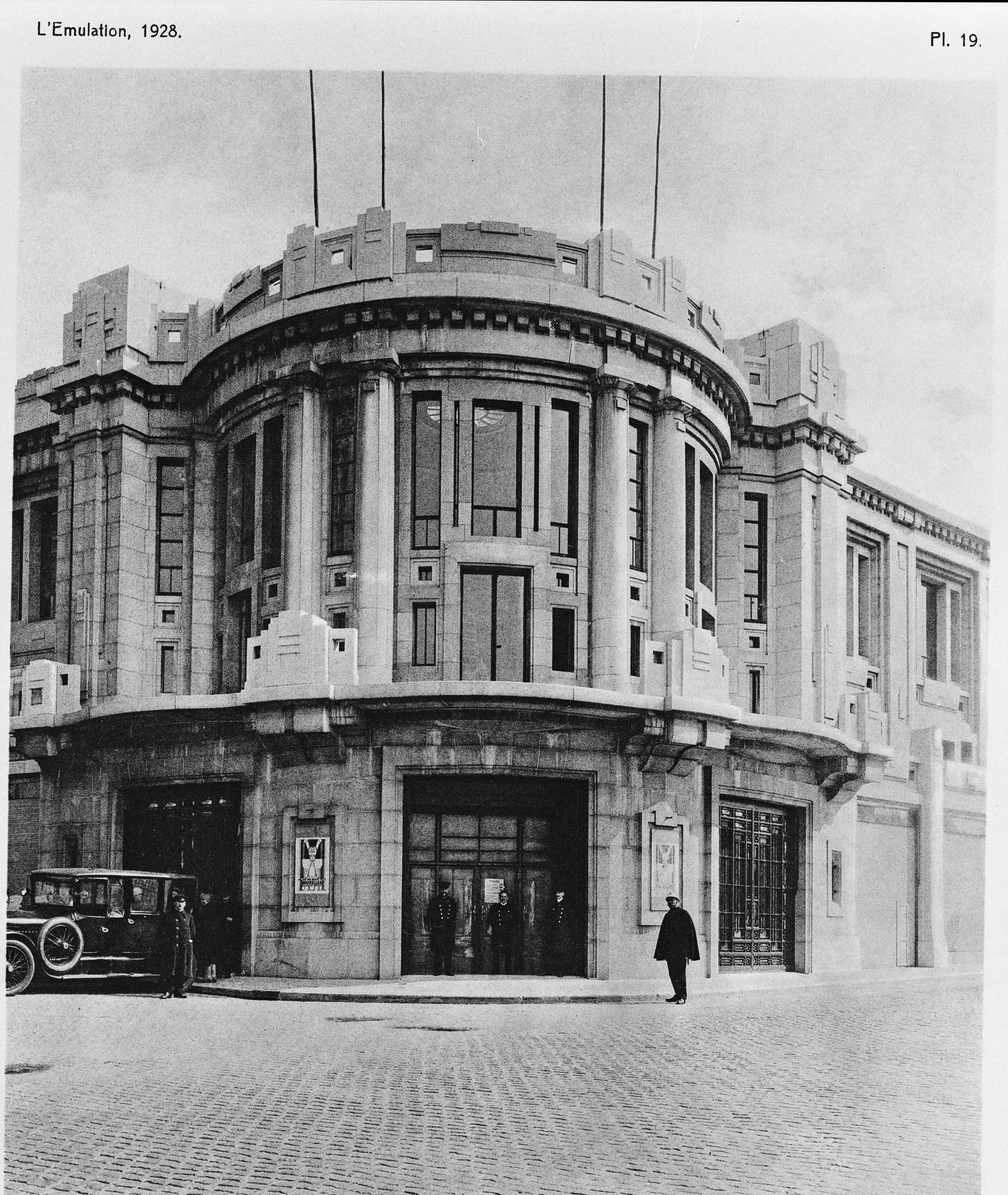
Palais des Beaux-Arts

La conception et la réalisation du palais sont longues et difficiles, le terrain situé sur les pentes de la colline du Coudenberg, à l’extrémité de la place Royale, est irrégulier, sablonneux et humide, l’agencement des espaces est complexe. Horta est forcé de se plier aux contraintes qui lui sont imposées, son palais dans sa partie haute ne peut masquer la vue depuis le palais royal, par-delà la place des Palais vers le bas de la ville, il devra donc réduire sa hauteur et l’enfoncer plus profondément dans le sol. Pour rentabiliser en partie l’investissement, la ville exige que des magasins soient prévus le long de la façade. Ce qui fera dire plus tard à Horta : « Un Palais ? Je ne le pense pas : une simple Maison des arts, parce que je n’oserais nommer “Palais” une construction dont la façade principale comprend des magasins ! ». Depuis lors, les magasins — qui étaient tout de même voués à des commerces culturels (expositions de peinture et sculpture, disquaires, libraires) — ont cédé la place à un café et à un restaurant. Les salles d’expositions, puis les salles de conférences et de récitals, et enfin la grande salle, sont inaugurées au fur et à mesure de leur achèvement, en 1928 et 1929. Le projet se concrétise progressivement malgré la tension entre Henry Le Bœuf et Victor Horta,.

## Le Palais

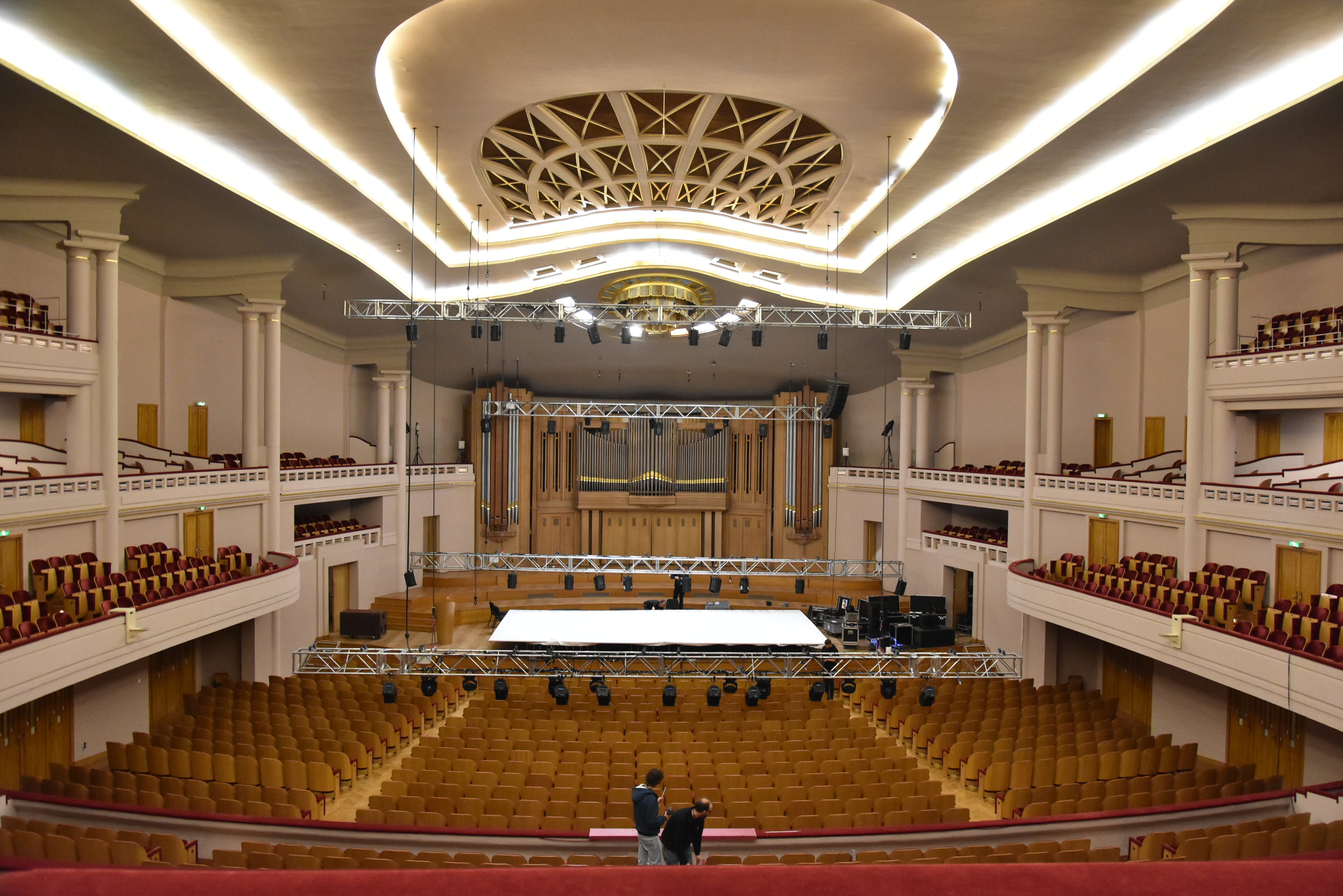
La salle Henry Le Bœuf.

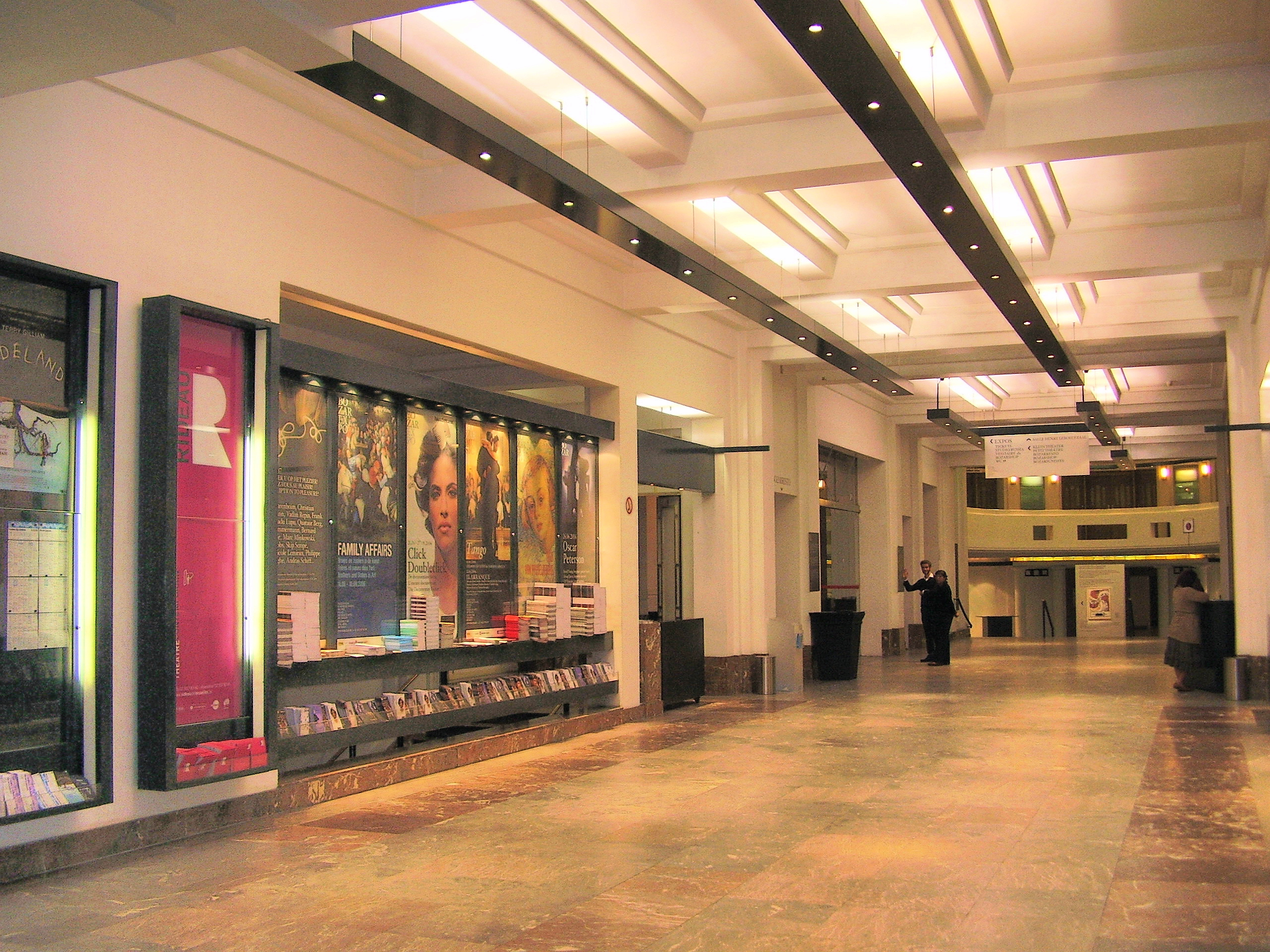
Vestibule BOZAR.

Les défis relevés par Horta sont multiples : rendre l’art et la culture accessibles au plus grand nombre, offrir à chaque type d’expression artistique les meilleures conditions possibles et créer un lien entre le haut et le bas de la ville. Tout ceci en préservant la recherche architecturale.
Le long vestibule d’entrée donne accès à la salle de concert (baptisée du nom d’Henry Le Bœuf), d’une capacité de 2 200 places, située en sous-sol comme la salle de théâtre. Au rez-de-chaussée, le hall de sculpture (aujourd’hui hall Victor Horta) donne accès par son grand escalier aux salles d’expositions de l’étage.

## Évolution du Palais
Le Palais des beaux-arts a longtemps été géré par une série d'associations sans but lucratif (ASBL). Celle portant le nom de l'institution assurait la gestion du bâtiment, et d'autres, appelées sociétés affiliées, étaient consacrées aux activités culturelles. Cette division a subsisté après que l'État soit venu au secours de l'institution en 1984. Il a converti l'ASBL gérant le bâtiment en organisme d'intérêt public, attribuant un subside, mais imposant aussi les règles propres aux organisations publiques. Cette instance assurait la location et la gestion des salles au bénéfice des sociétés affiliées, principalement le Rideau de Bruxelles, la Société Philharmonique, l'Orchestre National de Belgique, les diverses Jeunesses musicales (de Bruxelles, de la Communauté française…), Europalia, la Société des expositions.
Une nouvelle loi, adoptée en 1999, en vigueur depuis 2002, a modifié cette organisation. Le Palais des beaux-arts devient une société anonyme de droit public à vocation sociale, et a absorbé plusieurs sociétés affiliées (la Société Philharmonique et la Société des Expositions). La Cinémathèque royale, qui devait s'intégrer dans la nouvelle institution, a finalement obtenu de conserver son indépendance en devenant l'un des établissements scientifiques fédéraux (ESF). Les autres sociétés affiliées continuent, comme par le passé, à utiliser les locaux pour assurer leurs activités.
Cette nouvelle formule vise à développer une gestion intégrée, où le Palais des beaux-arts est à la fois gestionnaire des locaux et producteur (ou coproducteur) d'événements culturels.
Dans le même mouvement, un plan de rénovation des bâtiments est mis en exécution (Master Plan). Les toitures, les parcours des expositions sont rénovés ou en cours de rénovation. La grande salle de 2 200 places, principalement vouée à la musique, mais aussi aux présentations de films, est rénovée. De nouvelles salles sont construites en sous-sol, sous la rue Ravenstein (salles Terarken), et deux salles de cinéma sont en construction, toujours en sous-sol, pour la Cinémathèque royale, de même qu'une salle de théâtre en sus de la salle existante. Les travaux sont réalisés sous la houlette de la Régie des bâtiments, et leur financement est en majeure partie assuré par l'État (qui a conservé la nue-propriété des bâtiments). L'axe principal de la rénovation est la remise en état des parties du bâtiment tel que l'a conçu Victor Horta. Avec le temps, la création de bureaux administratifs avait entraîné la détérioration de différentes parties du bâtiment. Divers puits de lumières avaient ainsi été occultés. La nouvelle administration a pris l'option de déménager les bureaux administratifs hors de l'édifice, au-dessus de la Galerie Ravenstein, ce qui a libéré des surfaces pour les activités culturelles.

## Direction
La direction générale des expositions du Palais des beaux-arts a été assurée entre 1974 et 1986 par Karel Geirlandt.
La direction générale du Palais des beaux-arts a été assurée entre 2002 et 2021 par Paul Dujardin, ancien directeur de la Société philharmonique. Le conseil d'administration est présidé par Étienne Davignon durant la même période.
En 2021, Sophie Lauwers est nommée directrice générale, elle n'occupera le poste que pendant six mois, du 15 octobre 2021 jusqu'à son décès le 29 mai 2022,. Christophe Slagmuylder est ensuite nommé  directeur général de Bozar.
Depuis 2021, le conseil d'administration est présidé par Isabelle Mazzara pour un mandat de 6 ans.

## Statistiques
En 2017, le Palais des beaux-arts de Bruxelles a reçu plus d' 1 300 000 visiteurs, contre 550 000 en 2002.
Les ventes et les prestations de l'institution se sont élevées, en 2017, à 30 702 000 € dont 12 439 000 € de soutien fédéral et 13 819 000 € de frais de personnel . Ils ne comprennent pas les activités organisées par les sociétés affiliées ou des acteurs comme le Concours Reine Élisabeth, qui louent les salles. Les comptes sont presque à l'équilibre, avec une perte symbolique de 48 000 euros.
En 2025, la dotation fédérale annuelle au Palais des Beaux-Arts est de 15 800 000 euros.

## Bozar
La marque Bozar a été adoptée en 2003 pour signer les événements culturels du Palais des beaux-arts, et faciliter la communication, en étant utilisable dans plusieurs langues, alors que le nom de l'institution, le Palais des beaux-arts, est traduit dans les langues des trois communautés du pays.
La marque est déclinée selon les types d'activité : Bozar Music (anciennement la Société Philharmonique de Bruxelles) organise des concerts ; Bozar Expo, des expositions ; Bozar Ciné, etc. Le principe de la marque est aussi le signe visible, à l'extérieur, du changement de l'organisation et du statut du Palais des beaux-arts en 2002,. Elle ne modifie pas l'appellation de l'institution, qui reste légalement « Palais des beaux-arts » (dans les trois langues nationales).

## Accessibilité
| ___ | Ce site est desservi par les stations de métro : Parc et Gare Centrale. |

Tram : 92 - 93

Bus : 29 – 38 – 52 - 63 – 65 – 66 – 71 – 95